# Masarina hyalinipennis
Masarina hyalinipennis är en stekelart som beskrevs av Richards 1962. Masarina hyalinipennis ingår i släktet Masarina och familjen Masaridae. Inga underarter finns listade i Catalogue of Life.